# Inmigración rusa en Cuba
La inmigración rusa en Cuba se refiere al movimiento migratorio desde la Federación de Rusia hacia la República de Cuba.
El censo cubano de 2012 registró 794 rusos viviendo en Cuba, conformando la segunda comunidad de extranjeros tras los inmigrantes españoles. En la actualidad también se estiman 3.000 descendientes de rusos. La mayoría de los inmigrantes son mujeres y graduados en universidades o de nivel medio superior.
En cuanto a otras migraciones de países ex-soviéticos, se destaca la comunidad ucraniana con 274 habitantes.

## Historia
En 1782 un médico ruso se asentó en La Habana, siendo el primer inmigrante. Además, tres rusos participaron de la Guerra de Independencia cubana. La mayoría de los inmigrantes llegó durante la Guerra Fría, por las buenas relaciones entre el gobierno de Fidel Castro y la Unión Soviética tras la Revolución cubana.
Entre las décadas de 1960 y 1990, miles de cubanos, tanto hombres como mujeres, fueron a estudiar a la Unión Soviética. La mayoría de los hombres volvieron a la isla casados con mujeres rusas. A su vez, algunos que vivían en Rusia emigraron a terceros países. En 1995 los últimos 500 soldados soviéticos de la Brigada de Infantería Motorizada regresaron a Rusia. En su totalidad 42.000 soldados rusos habían llegado a la isla en 1962. También se calcula que unos 30.000 asesores militares, técnicos y civiles rusos colaboraron con el gobierno cubano para llevar a cabo el modelo de socialismo de Estado. Estos asesores retornaron en su mayoría a Rusia por la Perestroika y la caída de la Unión Soviética. En 2001 fue cerrada la última base de espionaje rusa en Cuba.
Las mujeres rusas se casaron principalmente con cubanos mulatos y negros. Sus hijos eran denominados «bolos-jabaos» por tener cabellos rizados, ojos claros, piel mestiza y un apellido eslavo.

## Estadísticas
| 1997 | 89 |
| 2000 | 27 |
| 2001 | 15 |
| 2002 | 6  |
| 2003 | 8  |
| 2004 | 8  |
| 2005 | 2  |
| 2006 | 3  |

## Cultura e influencia rusa

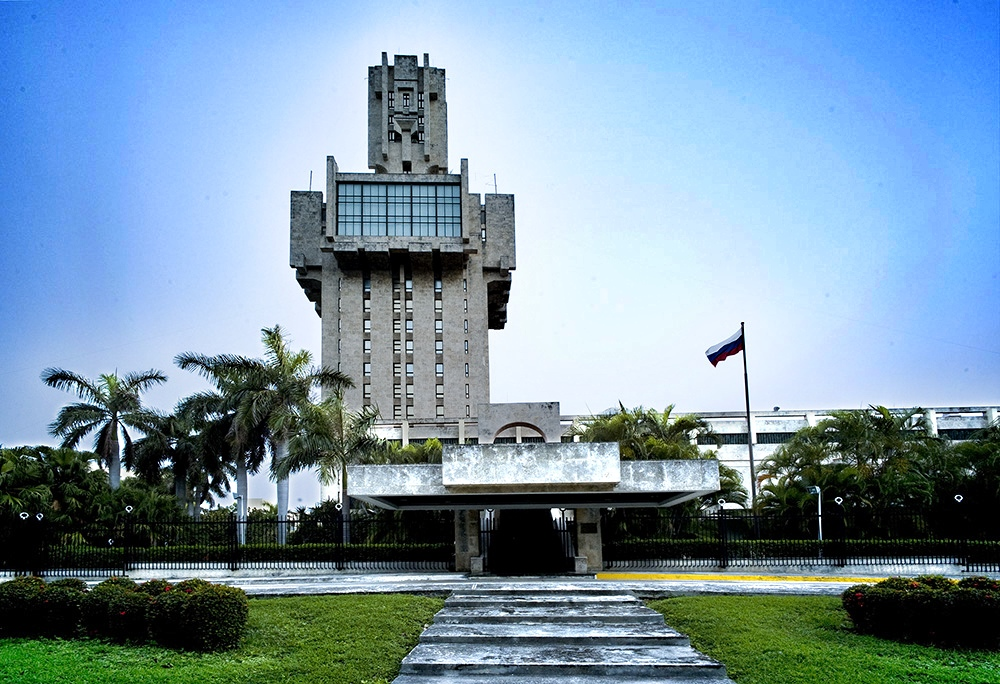
Embajada de Rusia en La Habana, Cuba

La mayoría de los inmigrantes rusos se integró a la sociedad cubana, enriqueciéndola en algunos casos. Existe un «Consejo de coordinación de compatriotas rusos en Cuba», que participa anualmente desde 2007, a nivel nacional, regional e internacional, en el «Consejo Mundial de los Compatriotas Rusos». El consejo también difunde la cultura rusa y colabora con la Embajada rusa y con las cátedras de idioma ruso de la Universidad de La Habana y la de Ciego de Ávila.
Los rusos son llamados por los cubanos como «bolos». El origen del término se desconoce, pero se entendía que se trataba de un «desprecio cariñoso».
Durante los años de la Unión Soviética, en Cuba circularon muchos libros sobre el socialismo y películas de Rusia, Europa Oriental, China y Corea del Norte. Producto de los filmes soviéticos, hubo generaciones de niños llamados Vladimir, Ludmila, Igor e Iván. También en la televisión salieron al aire dibujos animados soviéticos llamados por los cubanos como «muñequitos rusos».

### Catedral ortodoxa de La Habana
La catedral ortodoxa Nuestra Señora de Kazán es un templo ortodoxo ruso situada en La Habana Vieja, fue construida en una parcela de terreno que tenía un edificio en ruinas y se recuperó para la iglesia.
La primera piedra de la catedral fue puesta en su lugar el 14 de febrero de 2006. Fue finalizada 32 meses después, el 19 de octubre de 2008, por el presidente de Cuba, Raúl Castro y consagrada por el Metropolita Kiril de Smolensk y Kaliningrado, en la actualidad Patriarca de Moscú, luego fue visitada por el jefe de Estado de Rusia, Dmitri Medvédev.
Fue ejecutada por especialistas de la Oficina del Historiador y especialistas rusos. Abarca un área de 200 metros cuadrados. Fue diseñada por el arquitecto ruso Rostislav Vorontsov y su colega cubano Jaime Rodríguez.

### Gastronomía
En Cuba fue un plato muy popular, y hoy en día es rememorada, la carne enlatada importada desde la Unión Soviética que era llamada «carne rusa». La carne también era consumida en comedores, escuelas públicas, movilizaciones, entre otros. Algunos cubanos emigrados a Estados Unidos hacia principios del siglo XXI aún compran en tiendas de Miami latas de carne de cerdo y de res de Rusia, debido a su nostalgia y pese a las críticas de otros compatriotas exiliados. La gastronomía de Rusia también se hizo presente en el restaurante Moscú de La Habana. También fue común el consumo de vodka.

### Literatura
Jacqueline Loss, profesora de idioma español de la Universidad de Connecticut, escribió «Dreaming in Russian: The Cuban Soviet Imaginary», y editó «Caviar with Rum, Cuba-USSR and the Post-Soviet Experience». Este último habla sobre las relaciones culturales entre Cuba y la Unión Soviética, haciendo referencia también a la inmigración.

## Rusos en Cuba y descendientes notables
- Alejo Carpentier, novelista y narrador, hijo de una maestra rusa.[1]
- Semión Sénderov, periodista y corresponsal de RT en Español en La Habana.[10]